# Очинићи
Очинићи је насеље у пријестоници Цетиње у Црној Гори. Према попису из 2003. било је 54 становника (према попису из 1991. било је 83 становника).
Према легенди, до друге половине 15. века село се звало Коћани.
Највиши и најсевернији део села, под брдом, око црквице Св. Николе, зове се Горње Село или Горњи Очинићи, а често се чује и назив Боришићи.Ту су три браства:Калуђеровићи,Рудовићи и Поповићи.Око главне цркве Св. Јована је Средње Село са три сродна братства: Батрићевића, Паовића и Гленџа (Петровића). Даље је на југу, испод цркве, Доње Село или Доњи Очинићи. Ту живе два сродна братства Мариновићи и „Аладин“, као и мало братство Кажије.
Црква светог Јована је једна до најстаријих у Црној Гори. Прва је била од прућа и датира из 12. века, а постојећа је обновљена око 1860. године.
Са суседним насељима Бјелоши и Угњи, Очинићи чине област која се у народу зове и општим именом Конак или Конаџије.

## Знамените особе
- Жарко Мариновић
- Јован Мариновић
- Даница Мариновић Пејовић
- Саватије Сава Калуђеровић митрополит у периоду 1694-1697. година

## Демографија
У насељу Очинићи живи 45 пунолетних становника, а просечна старост становништва износи 46,9 година (43,7 код мушкараца и 51,9 код жена). У насељу има 20 домаћинстава, а просечан број чланова по домаћинству је 2,70.
Ово насеље је великим делом насељено Црногорцима (према попису из 2003. године), а у последња три пописа, примећен је пад у броју становника.
|  |

| Демографија | Демографија | Демографија |
| Година      | Становника  | Становника  |
| ----------- | ----------- | ----------- |
|             |             |             |
|             |             |             |
|             |             |             |
|             |             |             |
| 1948.       | 208         |             |
| 1953.       | 230         |             |
| 1961.       | 203         |             |
| 1971.       | 158         |             |
| 1981.       | 112         |             |
| 1991.       | 83          | 83          |
| 2003.       | 54          | 54          |
|             |             |             |

| Етнички састав према попису из 2003.‍ | Етнички састав према попису из 2003.‍ | Етнички састав према попису из 2003.‍ | Етнички састав према попису из 2003.‍ | Етнички састав према попису из 2003.‍ |
| ------------------------------------ | ------------------------------------ | ------------------------------------ | ------------------------------------ | ------------------------------------ |
|                                      |                                      |                                      |                                      |                                      |
| Црногорци                            | Црногорци                            |                                      | 53                                   | 98,14%                               |
| непознато                            | непознато                            |                                      | 1                                    | 1,85%                                |

| Година пописа     | 1948. | 1953. | 1961. | 1971. | 1981. | 1991. | 2003. |
| ----------------- | ----- | ----- | ----- | ----- | ----- | ----- | ----- |
| Број домаћинстава | 47    | 47    | 45    | 39    | 36    | 31    | 20    |

| Број чланова      | 1  | 2 | 3 | 4 | 5 | 6 | 7 | 8 | 9 | 10 и више | Просек |
| ----------------- | -- | - | - | - | - | - | - | - | - | --------- | ------ |
| Број домаћинстава | 20 | 7 | 3 | 3 | 4 | 2 | 1 | 0 | 0 | 0         | 0      |

| Пол    | Укупно | Неожењен/Неудата | Ожењен/Удата | Удовац/Удовица | Разведен/Разведена | Непознато |
| ------ | ------ | ---------------- | ------------ | -------------- | ------------------ | --------- |
| Мушки  | 28     | 15               | 10           | 2              | 1                  | 0         |
| Женски | 19     | 5                | 9            | 5              | 0                  | 0         |
| УКУПНО | 47     | 20               | 19           | 7              | 1                  | 0         |

| Пол    | Укупно                    | Пољопривреда, лов и шумарство | Рибарство                            | Вађење руде и камена | Прерађивачка индустрија       |
| ------ | ------------------------- | ----------------------------- | ------------------------------------ | -------------------- | ----------------------------- |
| Мушки  | 7                         | 0                             | 0                                    | 0                    | 4                             |
| Женски | 4                         | 0                             | 0                                    | 0                    | 3                             |
| УКУПНО | 11                        | 0                             | 0                                    | 0                    | 7                             |
| Пол    | Производња и снабдевање   | Грађевинарство                | Трговина                             | Хотели и ресторани   | Саобраћај, складиштење и везе |
| Мушки  | 0                         | 1                             | 0                                    | 0                    | 1                             |
| Женски | 0                         | 0                             | 0                                    | 0                    | 0                             |
| УКУПНО | 0                         | 1                             | 0                                    | 0                    | 1                             |
| Пол    | Финансијско посредовање   | Некретнине                    | Државна управа и одбрана             | Образовање           | Здравствени и социјални рад   |
| Мушки  | 0                         | 0                             | 1                                    | 0                    | 0                             |
| Женски | 0                         | 0                             | 0                                    | 0                    | 0                             |
| УКУПНО | 0                         | 0                             | 1                                    | 0                    | 0                             |
| Пол    | Остале услужне активности | Приватна домаћинства          | Екстериторијалне организације и тела | Непознато            | Непознато                     |
| Мушки  | 0                         | 0                             | 0                                    | 0                    | 0                             |
| Женски | 1                         | 0                             | 0                                    | 0                    | 0                             |
| УКУПНО | 1                         | 0                             | 0                                    | 0                    | 0                             |